# Liburn
Liburn (grekiska: libyrnidas, latin: liburna)  var ett snabbseglande fartyg använt under antiken som fått sitt namn efter den illyriska folkgruppen liburner. Dessa använde fartygstypen för sjöröveri i Adriatiska havet. Från Julius Caesars tid användes liburnen i den romerska flottan för att komplettera den tyngre triremen.
Octavianus (Augustus) betjänade sig av sådana fartyg, och särskilt i striden vid Actium (31 f.Kr.) gjorde de nytta mot Antonius’ tunga krigsfartyg.